# Aliens: Operation: Rescue
Aliens: Operation: Rescue è un fumetto pubblicato dalla Dark Horse Comics nel 1992. È stato incluso esclusivamente con l'action figure dello Scorpion Alien prodotta dalla Kenner Products. La storia è stata scritta da Dan Jolley, illustrata e inchiostrato da Denis Rodier, lettered da Dan Thorsland. La copertina è opera di Mark A. Nelson.
Operation: Rescue fa parte della serie Aliens: Space Marines, una serie di mini-fumetti inclusi esclusivamente con alcuni giocattoli delle serie Aliens e Aliens vs. Predator della Kenner. Si tratta del secondo fumetto della serie, continua la storia iniziata in Aliens: Desert Storm e la sua storia prosegue nel fumetto successivo, Aliens: Hive War.

## Trama
Bishop e il caporale Hicks entrano nel nido degli Xenomorfi in cerca del sergente Apone, che è stato catturato e imbozzolato dagli alieni. Essi incontrano un gruppo di Scorpion Aliens. Dopo aver liberato il sergente, il gruppo cerca di scappare dal nido, ma si finisce al cospetto alla Regina...